# Łucja Maruszak
Łucja Maruszak ps. „Donia” (ur. 6 września 1922 w Śniadówce, zm. 14 czerwca 2017) − członkini Związku Młodzieży Wiejskiej „Wici”, łączniczka i kolporterka, a później komendantka I Rejonu Ludowego Związku Kobiet Obwodu Batalionów Chłopskich Puławy; po wojnie rolniczka i pracownica zakładów gastronomicznych, odznaczona Orderem Wirtuti Militari.

## Życiorys
Łucja Maruszak urodziła się 6 września 1922 w Sniadówce w rodzinie chłopskiej Piotra i Józefy z domu Mazurek. Była najstarszą z trojga dzieci. W rodzinnej miejscowości ukończyła 6-klasową szkołę powszechną, a następnie pracowała w gospodarstwie rodziców. Od wczesnej młodości należała do miejscowego koła „Nowizny Wiciowej”, a następnie była działaczką ZMW „Wici".
Po wybuchu wojny dom jej rodziców stał się od początku ośrodkiem spotkań ludowców i młodzieży, którzy przystępowali do organizujących się struktur Stronnictwa Ludowego „Roch" i Batalionów Chłopskich. Łucja we wrześniu 1940 wstąpiła do BCh, a od 1942 do LZK. Początkowo pełniła funkcję łączniczki i kolporterki Obwodu BCh Puławy, a następnie funkcję komendantki Zielonego Krzyża w gminie Baranów nad Wieprzem. Później była komendantką I Rejonu LZK Obwodu BCh Puławy. Jednocześnie była członkinią Komendy tego obwodu, a jego komendantką była Maria Kowalikowa „Zgrzebna”, a Łucja kierowała tam działem łączności. W jej rodzinnym domu w latach 1942-1943 drukowano i powielano „Młodą Myśl” i „Orle Ciosy”. Łucja była organizatorką placówek LZK. Uczestniczka i organizatorka kursów sanitarnych, a także należała do zespołów pomocy społecznej. Była uczestniczką podczas przygotowywania akcji bojowych, m.in. na gorzelnię w Żyrzynie. Organizowała zaopatrzenie i podwody oraz opiekowała się rannymi, którzy się ukrywali, znajdując dla nich bezpieczne kwatery.
W sierpniu 1944 wstąpiła do Milicji Obywatelskiej i do 1 stycznia 1945 pracowała na posterunku w Kłoczewie koło Żelechowa. 31 października 1944 wyszła za mąż za Ryszarda Pasima, który w Kłoczewie pełnił obowiązki komendanta posterunku. W styczniu 1945 w związku ze złym stanem zdrowia wróciła do domu w Śniadówce. Przez kolejne 3 lata wspólnie z mężem prowadzili gospodarstwo rolne w gminie Człopa w pow. Wałcz. W 1949 razem z rodziną przeprowadziła się do Ursusa pod Warszawą, a od 1958 zamieszkali w Warszawie.
Zawodowo nie pracowała do 1967, opiekując się w tym czasie chorym mężem, a także wychowując dwóch synów, Bogusława i Romana. Była bezpartyjna, a od 1968 należała do Związku Bojowników o Wolność i Demokrację, a później do Związku Kombatantów Rzeczypospolitej Polskiej i Byłych Więźniów Politycznych. W tym samym roku zatrudniła się w Dyrekcji Zakładów Gastronomicznych i jednocześnie eksternistycznie ukończyła 7 klasę szkoły podstawowej oraz kursy zawodowe. Za pracę zawodową i społeczną została uhonorowana dyplomami uznania i odznakami resortowymi. W 1971 rozwiodła się z mężem i wróciła do swojego nazwiska. 1 lipca 1983 za działalność okupacyjną i pracę zawodową otrzymała rentę specjalną. 21 lipca 1999 przez
Ministra Obrony Narodowej została mianowana porucznikiem. 

## Odznaczenia
- Krzyż Srebrny Orderu Virtuti Militari – Uchwała Rady Państwa Nr 0/778 z 23 czerwca 1973 „za zasługi w walce z okupantem hitlerowskim”
- Krzyż Walecznych – 20 czerwca 1972
- Krzyż Partyzancki – 11 maja 1948
- Krzyż Batalionów Chłopskich – 9 marca 1994
- Srebrny Krzyż Zasługi z Mieczami – Rozkaz KG BCh z 30 kwietnia 1944 „za wybitne zasługi na polu walki podziemnej”
- Medal Zwycięstwa i Wolności 1945 – 13 marca 1974
- Odznaka Grunwaldzka – 1 maja 1948